# Kopiec (architektura)
Kopiec – antropogeniczna forma ukształtowania powierzchni ziemi, budowla ziemna w kształcie stożka (zazwyczaj ściętego). Na terenie Europy kopce, różnej wielkości i konstrukcji, były wznoszone już w czasach prehistorycznych. Pełniły wówczas rolę miejsc pochówku, a także funkcje kultowe, obronne, obserwacyjne. W znacznej części przypadków ich rola jest nieznana.
W późniejszych wiekach kopce wznoszono jako pamiątki ważnych wydarzeń historycznych lub w celu pośmiertnego upamiętnienia godnych osób, niewielkie kopce oznaczały np. granice ziem czy wsi. W związku ze znacznymi kosztami budowy i problemami z zapewnieniem trwałości budowli (erozja, spełzywanie zboczy itp.) obecnie rzadko  buduje się kopce.

## Wybrane kopce

### W Polsce
- Kopiec Arian – Kraków
- Kopiec gen. Jana Henryka Dąbrowskiego – Pierzchów
- Kopiec Grunwaldzki – Niepołomice
- Kopiec Jagiełły – Grunwald – Pole Bitwy
- Kopiec Jana Pawła II – Kraków
- Kopiec Kaszubów – Hel
- Kopiec Kościuszki – Kraków
- Kopiec Kościuszki – Olkusz
- Kopiec Kościuszki – Połaniec
- Kopiec Kościuszki – Tarnogród
- Kopiec Kościuszki – Uchańka
- Kopiec Krakusa – Kraków
- Kopiec Krakusa II – Krakuszowice
- Kopiec Mickiewicza – Sanok
- Kopiec pamięci – Łódź
- Kopiec Piłsudskiego – Kraków
- Kopiec Powstania Warszawskiego – Warszawa
- Kopiec Powstańców Styczniowych – Mława
- Kopiec Pułaskiego – Krynica-Zdrój
- Kopiec Sienkiewicza – Okrzeja
- Kopiec Tatarski – Przemyśl
- Kopiec Tatarski – Przeworsk
- Kopiec Wandy – Kraków
- Kopiec Wolności – Poznań
- Kopiec Wolności – Lipsk
- Kopiec Wyzwolenia – Piekary Śląskie
- Kopiec Rolanda w Łobzie
- kopiec wraz z pomnikiem bitwy pod Sokołowem – Sokołowo
- Kopiec Unii Horodelskiej – Horodło
- Kopiec Piłsudskiego – Zawady

- Kopiec Konfederatów Barskich - Rzeszów

Nienazywane kopcami:
- Góra Trzech Krzyży – Szydłowiec
- Pomnik Obrońców Wybrzeża – Gdańsk
- Szwedzka mogiła – Racławice
- Wzgórze Jana Pawła II – Luboń
- Wzgórze Napoleona – Szczecin

Bezpowrotnie zniszczone:
- Kopiec Esterki – Kraków
- Kopiec Rzeczypospolitej Krakowskiej – Kraków
- Kopiec Wawelski – Kraków

Niezrealizowane:
- Kopiec Unii Lubelskiej – Lublin

### Na terenach należących dawniej do Polski
- Kopiec Unii Lubelskiej – Lwów (Ukraina)
- Kopiec Mickiewicza – Nowogródek (Białoruś)
- Kopiec upamiętniający bitwę pod Zadwórzem – Zadwórze (Ukraina)

Bezpowrotnie zniszczone:
- Kopiec Dowborczyków – Bobrujsk (Białoruś)

### Związane z Polską
- Kopiec Władysława Warneńczyka – Warna

### Na świecie
- Mimizuka („Kopiec Uszu”) – Kioto, Japonia
- Kopiec Chwały – Mińsk, Białorus